# 奧霍季夫卡
50°56′28″N 28°11′56″E / 50.94111°N 28.19889°E
奧霍季夫卡（烏克蘭語：Охотівка），是烏克蘭的村落，位於該國北部日托米爾州，由科羅斯堅區負責管轄，始建於1821年，面積1.11平方公里，海拔高度204米，2001年人口252，人口密度每平方公里227.03人。